# Rot-Front Kijów
Rot-Front Kijów (ukr. СК «Рот‑Фронт» Київ) – ukraiński klub piłkarski z siedzibą w stolicy kraju, mieście Kijów, działający w latach 1936–1941.

## Historia
Chronologia nazw:
- 1936: Rot-Front Kijów (ukr. «Рот‑Фронт» Київ, ros. «Рот‑Фронт» Киев)
- 1941: klub rozwiązano

Piłkarska drużyna Rot-Front Kijów została założona w Kijowie w 1936 roku po tym jak powstało ochotnicze sportowe towarzystwo "Rot-Front", które zrzeszało związki zawodowe pracowników przemysłu budowy maszyn średniociężkich. Zespół reprezentował miejscowy Instytut Industrialny i wiosną 1936 roku startował w Klasie B mistrzostw Kijowa. Jesienią 1936 już występował w Klasie A. W 1938 zespół startował w rozgrywkach Pucharu ZSRR. W 1940 mistrzostwo Kijowa zdobyła druga drużyna Dynama Kijów, a Rot-Front został mistrzem według klasyfikacji generalnej. W 1941 po raz ostatni startował w mistrzostwach Kijowa. Po rozpoczęciu Wielkiej wojny ojczyźnianej w czerwcu 1941 klub został rozwiązany.

## Sukcesy
- 1/256 finału Pucharu ZSRR: 1938
- 1/32 finału Pucharu Ukraińskiej SRR: 1939
- mistrz Kijowa (1): 1940 (wg klasyfikacji generalnej)